# Nudle

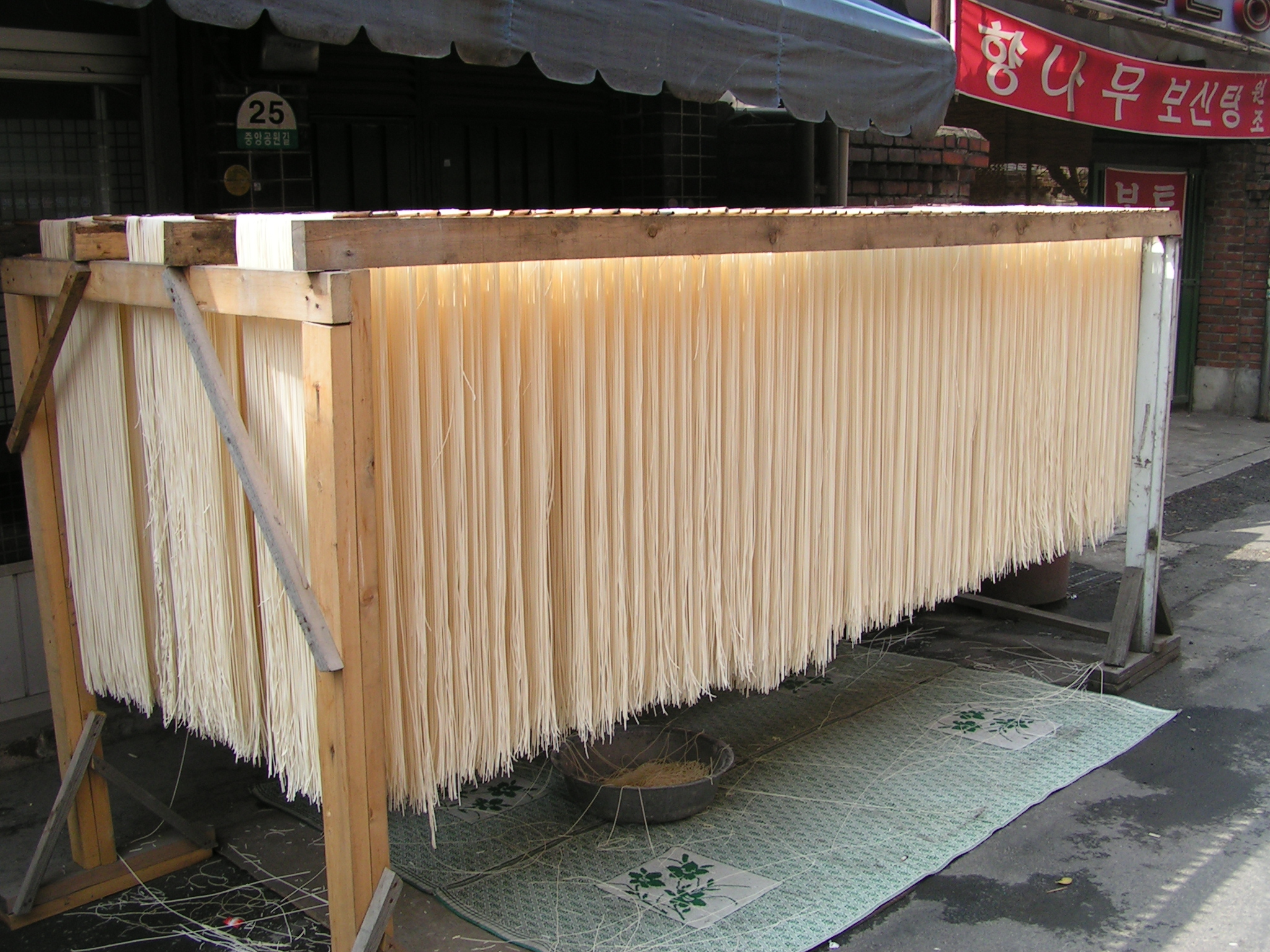
Sušení nudlí v Soulu

Nudle jsou druh jídla vyrobeného z nekvašeného těsta, které se vyválí naplocho a nakrájí se na dlouhé proužky nebo se z něj vytvarují provázky. Nudle mohou být krátkodobě skladovány v lednici nebo se mohou usušit a skladovat pro budoucí použití.
V českých zemích je těsto na nudle složené převážně z mouky a rozšlehaných vajec s přídavkem soli a případně dalších přídatných látek. Pruh nudle může dosahovat velikosti od několika málo milimetrů do několika desítek metrů. Laiky často bývá zaměňována se špagetou, od které se však liší svým průřezem, který na rozdíl od špagety není kruhový. Nudle se obvykle vaří ve vroucí vodě, někdy s přídavkem oleje nebo soli. Často se také smaží na pánvi nebo  se noří do rozpáleného oleje. Nudle se mohou jíst s omáčkou nebo se přidávají do polévky. Surovin  pro zhotovení nudlí existuje mnoho druhů a jejich použití je specifické  pro daný region. Nudle jsou hlavní potravinou v mnoha kulturách (například čínské nudle, japonské nudle, korejské nudle, filipínské nudle a vietnamské nudle).

## Název
Slovo bylo odvozeno v 18. století od německého slova Nudel.  Na Moravě se pro označení nudlí používá též pojem lukše či lokše. Mezi další pojmenování patří knedle v Podkrkonoší, nugle či nygle ve Slezsku a řezance v Podluží.

## Dějiny

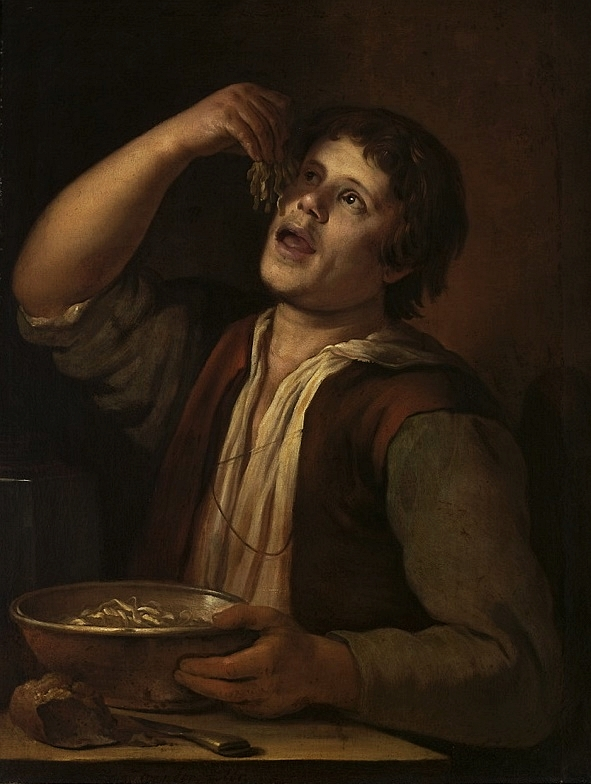
Jan Vermeer van Utrechta- Obraz muže pojídajícího nudle (Národní muzeum, Varšava).

Původ nudlí je v Číně, nejstarší písemná zmínka o nudlích je uvedena v knize z období Dynastie Han (25–220 n. l.). Nudle se vařily z pšeničného těsta a v době dynastie Han (206 př. n. l. – 220 n. l.)  byly hlavní složkou potravy.
Nejstarší důkaz konzumace nudlí máme z Číny. V roce 2005 nalezl tým archeologů v oblasti Lajia kameninovou mísu s nudlemi starými 4 000 let. Podobají se současným provázkovým čínským nudlím lamian. 

### Asie

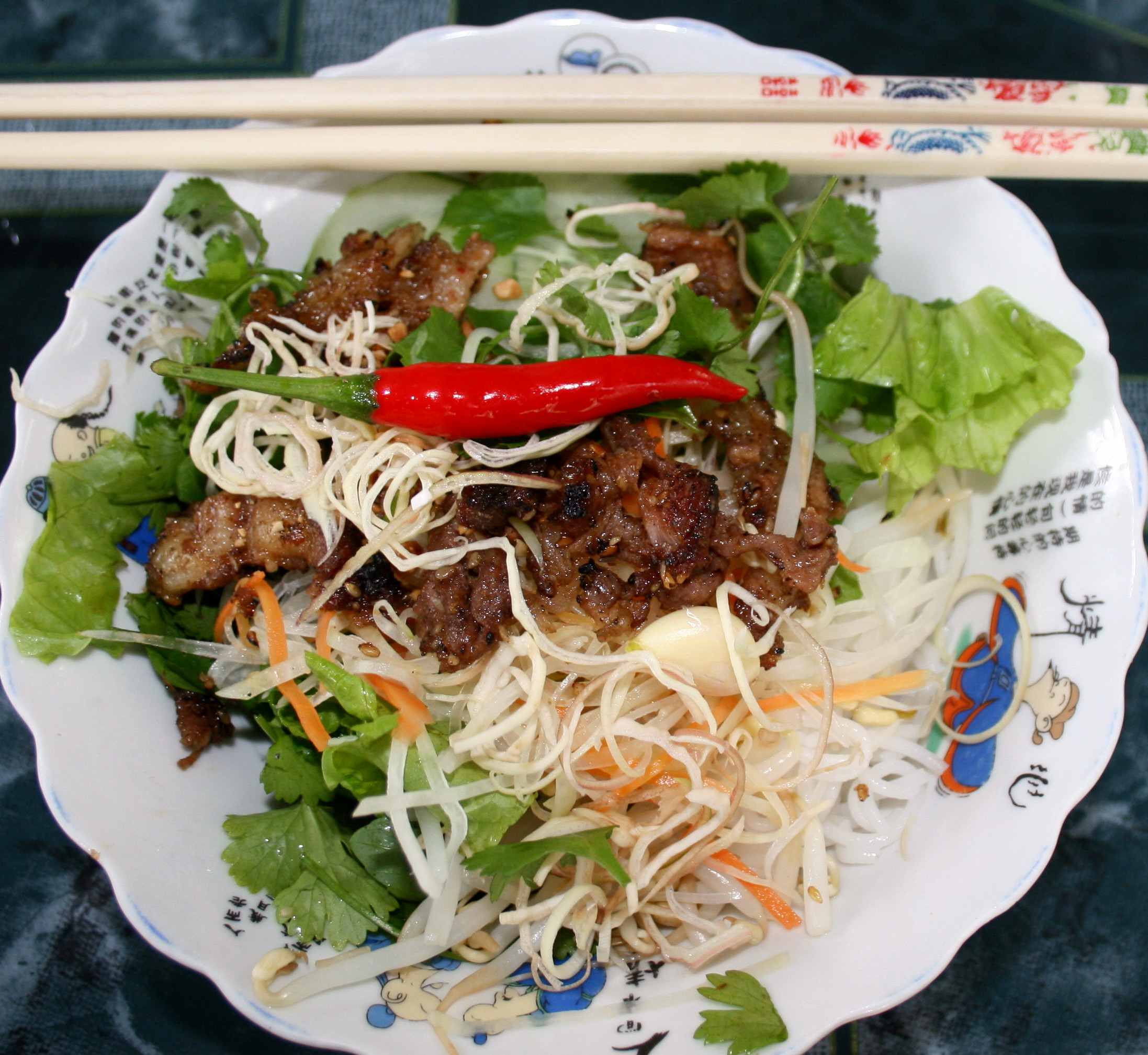
Talíř Bún thịt nướng

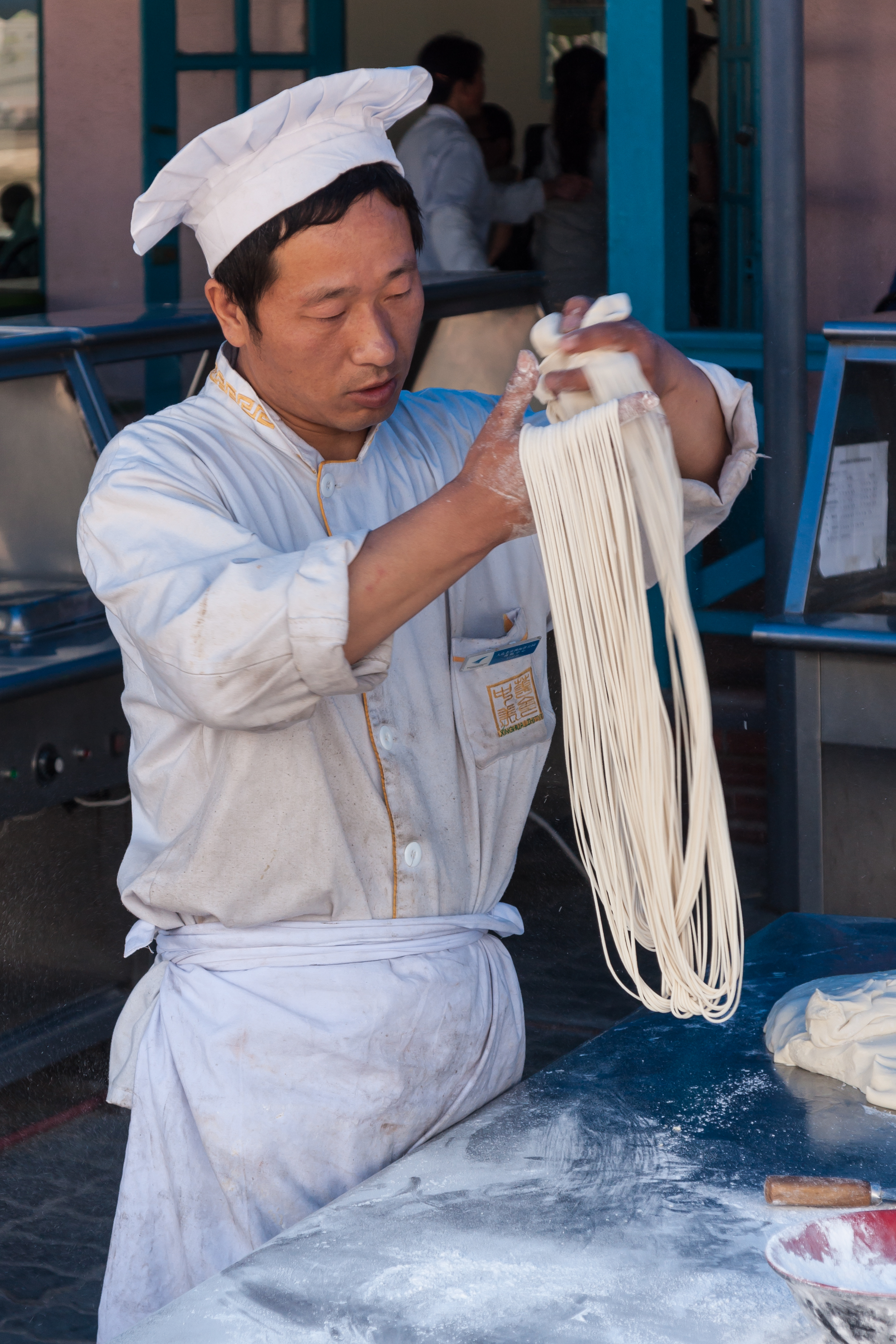
Výrobce nudlí

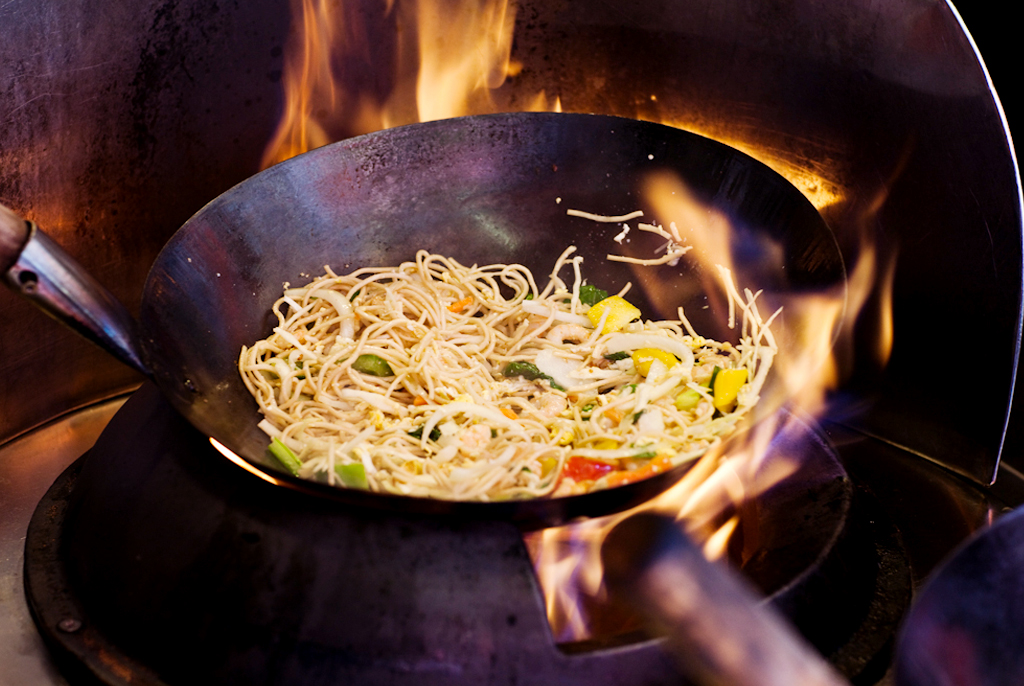
Stir-fry nudle ve woku

Pšeničné nudle, které se vaří v Japonsku (udon), byly adaptovány z čínského receptu již v 9. století. V Persii 13. století byly známy nudle reshteh (dnešní turecké vaječné nudle kezme). Receptury na nudle se vyvíjely, například nudle vyrobené z pohanky (nengmjo) se jedly v době vlády Dynastie Coson (1392–1897). Ramen nudle, které vznikly z receptu na čínské nudle, byly v Japonsku populární již před rokem 1900.

### Evropa a Blízký východ
V 1. století př. n. l. se římský básník Horacius zmiňoval o smažených listech těsta, kterým se říkalo lagana. Těsto ale připomínalo dnešní nudle jen  podobnou základní surovinou a možná tvarem.  Ve 2. století našeho letopočtu řecký lékař Galen použil slovo itrion, které označuje všechny homogenní směsi z mouky a vody. Polatinštěné slovo itrium znamenalo druh vařeného těsta.  Podle Jeruzalémského talmudu se itrium v Izraeli od 3. do 5. století n. l. běžně používalo. V pátém století Arabové upravovali nudle, aby přestály dlouhé cesty. Je to první písemná zmínka o usušených těstovinách. Arabský lékař z 9. století Isho bar Ali se zmiňuje o itriyya, usušených krupicových provázcích. Muhammad al-Idrisi v roce 1154 napsal, že itriyya byla vyráběna a vyvážena z normanské Sicílie. Itriya byl také aramejský název pro drobné polévkové nudle.
První konkrétní informace o těstovinových výrobcích v Itálii se datují od 13. nebo 14. století.  Těstoviny měly různé tvary typické pro jednotlivé regiony. V Severní Americe a jinde ve světě se těstoviny staly hlavní potravinou před začátkem nebo nejpozději na začátku 20. století.
Na území dnešního Německa se objevila první písemná zmínka o špeclích v roce 1725, ale zdá se, že podle některých středověkých ilustrací existovaly špecle ještě dříve. 
Zacierki jsou druh nudlí v polské kuchyni. V Německem okupovaném Polsku byly součástí potravinových přídělů distribuovaných v lodžském ghettu.  

## Asijské nudle

### Pšeničné
- Čínské žluté pšeničné nudle na indonéský způsob s vejcem a masem, obvykle vepřové
- Chūka men (中華 麺): japonsky „čínské nudle“, používané pro ramen, champon a yakisoba
- Kesme: ploché, žluté nebo červenohnědé středoasijské pšeničné nudle
- Kalguksu (칼국수): krájené korejské nudle
- Lamian (拉麵): ručně tažené čínské nudle
- Mee pok (麪薄): ploché, žluté čínské nudle, oblíbené v jihovýchodní Asii
- Reshte: středoasijské ploché nudle, velmi světlé barvy (téměř bílé) používané v perské a afghánské kuchyni
- Sōmen (そうめん): tenké japonské pšeničné nudle, často poolejované rostlinným olejem
- Thukpa (Tibetan: ཐུག་པ་, Wylie: thug pa): ploché tibetské nudle
- Udon (うどん): silnější japonské pšeničné nudle
- Kishimen (きしめん): ploché japonské pšeničné nudle

### Rýžové
- Bánh phở: vietnamské název čínských rýžových nudlí ho fun 河粉.
- Ploché nebo silnější rýžové nudle, také známé jako hé fěn nebo ho fun (河粉), kway teow nebo sen yai (เส้น ใหญ่)
- Rýžové nudle vermicelli: tenké rýžové nudle, také známé jako mǐfěn (米粉) nebo bee hoon nebo sen mee (เส้นหมี่)
- Idiyappam: indické rýžové nudle
- mixian a migan nudle z jihozápadní Číny
- Khanom chin: fermentované rýžové nudle používané v thajské kuchyni

### Pohankové
- Makguksu (막국수): místní specialita provincie Gangwon v Jižní Koreji
- Memil naengmyeon (메밀 냉면): korejské nudle vyrobené z pohanky, jsou o něco tužší než soba nudle
- Soba (蕎麦): Japonské pohankové nudle
- Pizzoccheri: italské pohankové nudle tagliatelle z Valtelliny, obvykle podávané s rozpuštěnou sýrovou omáčkou

### Ostatní
- Žaludové nudle, v Koreji známé jako dotori guksu (도토리 국수): vyrobené z žaludové moučky, pšeničné mouky, pšeničných klíčků a soli.
- Olchaeng-i guksu: korejské nudle z kukuřičné polévky
- Celofánové nudle: vyrobené z fazolí Mungo.  Mohou být také vyrobeny z bramborového škrobu.
- Chilk naengmyeon (칡 냉면): korejské nudle vyrobené ze škrobu z kořene kudzu, známé jako kuzuko v japonštině, jsou tužší a poloprůhledné
- Shirataki nudle (しらたき): japonské nudle vyrobené z konjacu (ďábelský jazyk)
- Nudle vyrobené z mořských řas

## Druhy nudlových jídel
- Pečené nudle: Vařené a zcezené nudle se kombinují s dalšími ingrediencemi a upečou se.
- Základní nudle: Vaří se ve vodě nebo  ve vývaru a poté se zcedí. Mohou se vařit s dalšími ingrediencemi nebo mohou být servírovány s ochucovací omáčkou (dip k namáčení) či ochuceným olejem, které se přinesou na stůl. Nudle jsou měkké a absorbují příchutě.
- Chlazené nudle: nudle, které se podávají studené, například jako thajský salát ze skleněných nudlí  nebo studené udon nudle.
- Smažené nudle: nudle smažené (stir fry) s různými druhy masa, mořskými plody, zeleninou a mléčnými výrobky. Mezi typické příklady patří chow mein, lo mein, mie goreng, hokkien mee, některé druhy pancit, yakisoba, kari nudle a pad thai.
- Nudlová polévka: nudle podávané ve vývaru. Příklady jsou phở, hovězí nudlová polévka, kuřecí nudlová polévka, ramen, laksa, saimin a batchoy

## Uchovávání nudlí
- instantní nudle
- zmrazené nudle

## Galerie

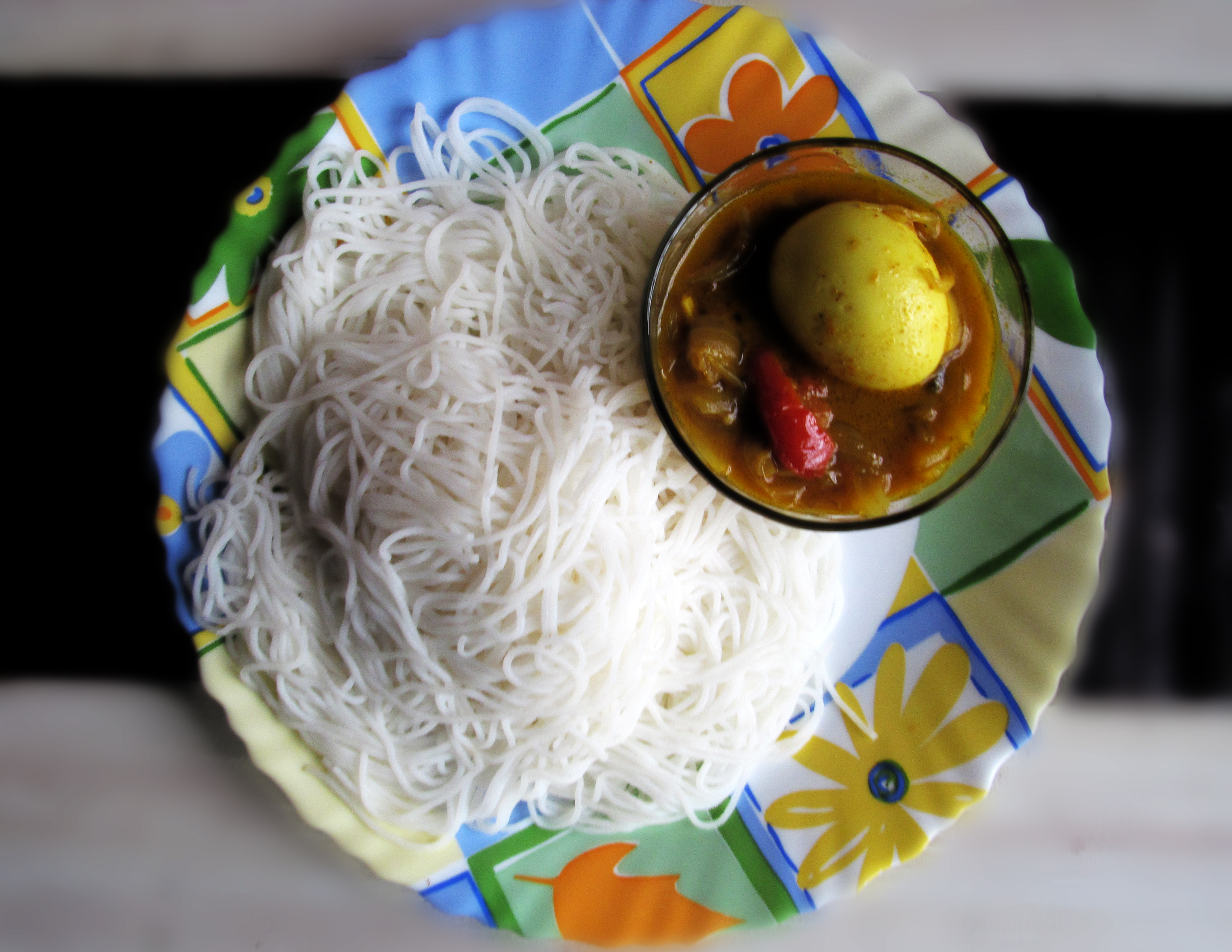
Idiyappam, indické rýžové nudle
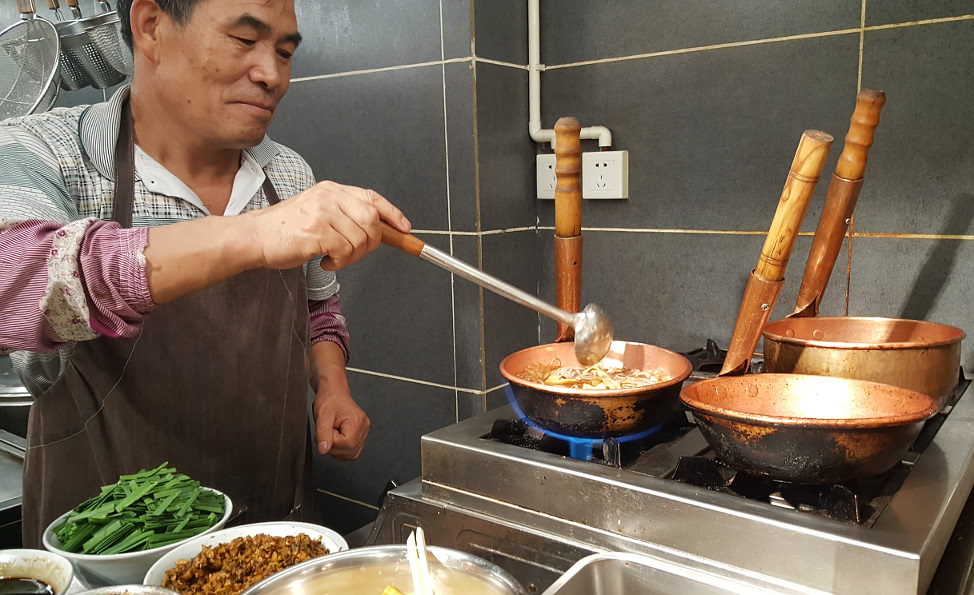
Mixian nudle (米线) v měděných hrncích (铜锅), Čína
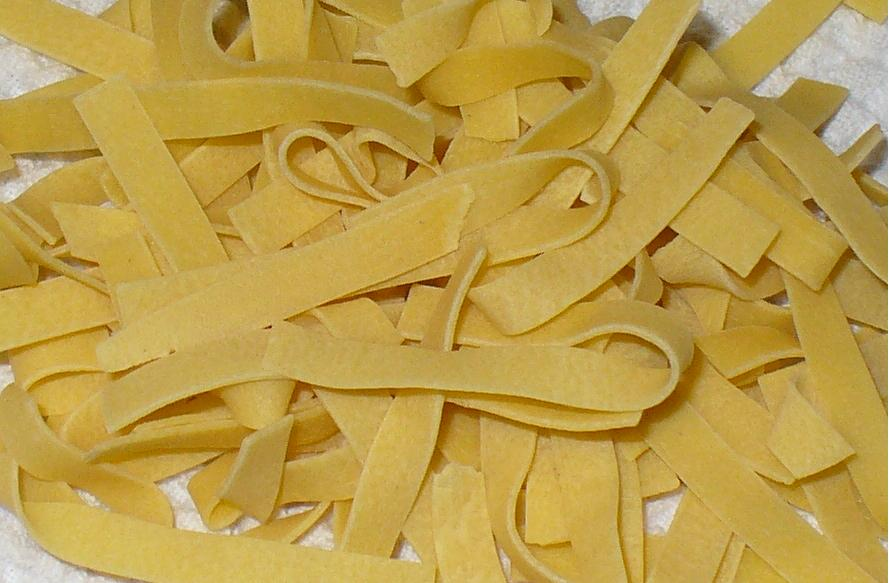
Široké syrové vaječné nudle
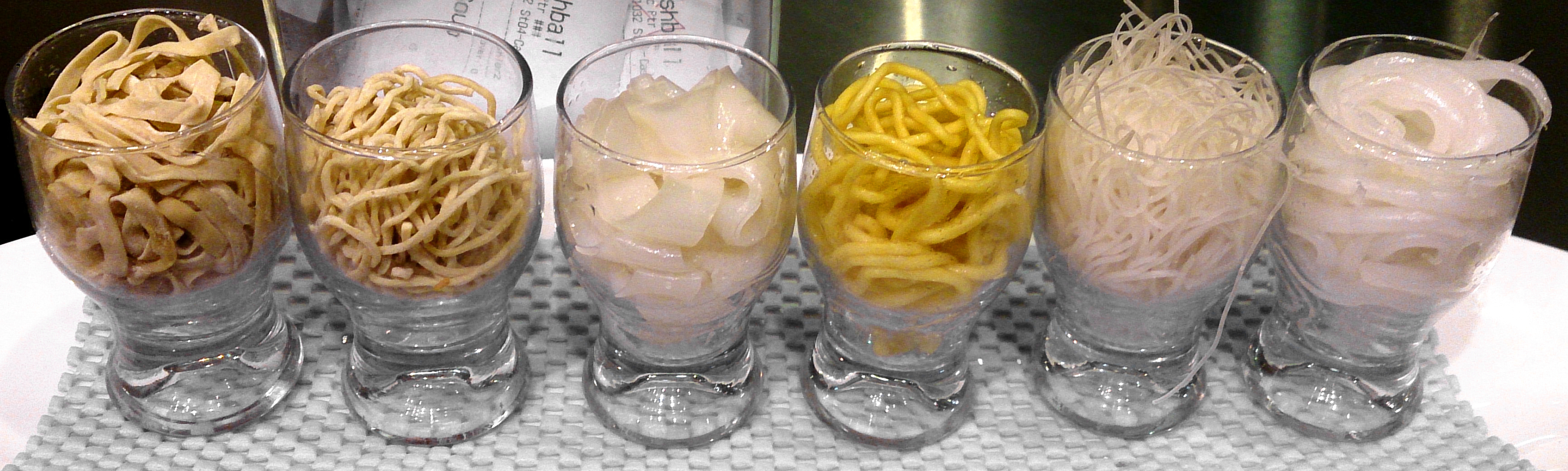
Různé druhy nudlí  běžně používané v jihovýchodní Asii